# Rektor på sengekanten
Rektor på sengekanten er en dansk sengekantsfilm fra 1972 med en spilletid på 90 minutter, instrueret af John Hilbard efter et manuskript af Bob Ramsing og Finn Henriksen. Hovedparten af filmen er optaget på godset Giesegård.
Medvirkende:
- Ole Søltoft Rektor Max Mikkelsen
- Birte Tove Hans unge kone
- Axel Strøbye Hr. Bosted - kulturminister
- Annie Birgit Garde Fru Bosted
- Karl Stegger Baneweller
- Hans W. Petersen Hr. Hansen
- Bjørn Puggaard-Müller Bang Bech Bruun
- Miskow Makwarth De Fontenay
- Ego Brønnum-Jacobsen Skolerådsmedlem
- Christoffer Bro Erik, skoleelev
- Jan Priiskorn Schmidt Torben, skoleelev
- Paul Hagen Lektor Holst
- Susanne Jagd Jytte
- Søren Strømberg Fabian
- Kirsten Passer Dr.Petersen - sexolog
- Alvin Linnemann Herbert Wurst, pølsefabrikant
- Inge Ketti Rosa, Herberts kone
- Willy Rathnov Direktør
- Gertie Jung Sekretær
- Lise-Lotte Norup Brud
- John Martinus Brudgom
- Ulla Jessen Drengeinteresseret gæst
- Pernille Grumme Gæst
- Effie Schou Stripteasedanserinde
- Steen Frøhne Søren, skoleelev
- Jette Weibel Stuepige
- Lilli Holmer Spøgelsesinteresseret gæst
- Jeanette Swensson Barpige
- Bente Puggaard-Müller Festdeltager
- Ingrid Langballe Hansens kone
- Thecla Boesen Skolerådsmedlemmets kone
- Claus Hesselberg Skoleelev
- Ole Tage Hartmann Kunstner
- Ib Juul Christensen Festdeltager
- Niels Hemmingsen Splint
- Connie Lindquist Pigen i vinduet i slutscenen
- Torben Langberg Elev
- Susanne Arleth Stuepige
- Nils Christian Hilbard Dreng ved hejseværket
- Flemming Lindquist Festdeltager
- Ib Sørensen Tilskuer på natklub
- Helmer Hansen Skolerådsmedlem
- Kield Brask Andersen Festdeltager
- Annelise Brask Andersen Festdeltager

## Handling
Max Mikkelsen er rektor på den gamle hæderkronede kostskole Krabbesøgaard, der er en tidligere herregård. En morgen kan han forskrækket konstatere, at han er blevet impotent. Hans smukke unge kone Line griner af ham, og kan slet ikke kan tage hans problem alvorligt. I lang tid har Max kæmpet for at skolen skal kunne optage piger. På et møde i Skolerådet sætter Max sin stilling som skoleleder ind på denne forandring. Max holding på dette område gør ham vældig populær blandt skolens drenge. Skolerådet er dog meget skeptiske overfor forslaget. Max overbeviser skolerådet om, at han selv kan skaffe de 100.000 kr. der mangler for at gennemføre hans planer. Mens Line prøver at få Max til at genvinde sin potens ved at lokke ham rundt til de steder, hvor de før har elsket, får drengene den ide at omdanne kostskolen til et hotel i sommerferien og for at skaffe de manglende penge. Max konsulterer sexologen dr. Petersen, men hun kan desværre ikke hjælpe Max, der dybt frustreret vender hjem. Modstræbende går han med til at realiserer drengenes ide. På rekordtid er "Hotel Mazurka" i fuld drift. Forretningen går strygende, og der er stor søgning til hotellet. Selv rektors gamle rival og fjende lektor Holst - med øgenavnet ’Dørmåtten’ - må overgive sig, han hjælper til med at undervise gæsterne i ridning og mazurka. Blandt gæsterne er den forhenværende rektorfrue fru Bosted, der i sin tid hjalp Max til at blive rektor ved at lokke ham til at kneppe sig i mazurkatakt. Lines gamle venne Fabian ankommer også. Han er farlig for alle kvinder, der kommer indenfor hans rækkevidde. Drengene har travlt med at finde antikviteter frem fra herregårdens kældre og lofter, deriblandt et kyskhedsbælte. To af drengene Lines bror Erik (og Søren finder en gammel opskrift på en elskovsmikstur, som de under mottoet ’Alt for Gæsterne’ kommer i saltbøsserne. En erotisk opstemthed breder sig overalt på hotellet. Undtagen hos den Max Mikkelsen, der nu søger hjælp hos den tidligere rektor Bosted, som er blevet kulturminister. Mens Max er hos ministeren, bliver Line så opstemt, at det næsten lykkes Fabian at forføre hende. For at undgå fristelsen stjæler hun kyskhedsbæltet, tager det på og smider nøglen væk. Da Max kommer tilbage, tror han, at Line er ham utro med Fabian, og Line tror at Max er hende utro med fru Bosted. Dagene går og tidspunktet hvor hotellet igen må omdannes til skole nærmer sig, og det økonomiske mål er ikke nået, der mangler stadig mange penge, for at realiserer drømmen om en blandet skole. Men så kommer der et telegram fra Kulturministeriet, der vil yde 50.000 kr. i støtte til oprettelse af pigeafdelingen. Max genvinder sin potens igen, mens Line fortsat er ’låst’. Men da kulturministeren kommer og holder sin festtale, løses alle problemerne og alt ender i en løssluppen, festlig erotisk stemning.